# Katolická církev v Iráku

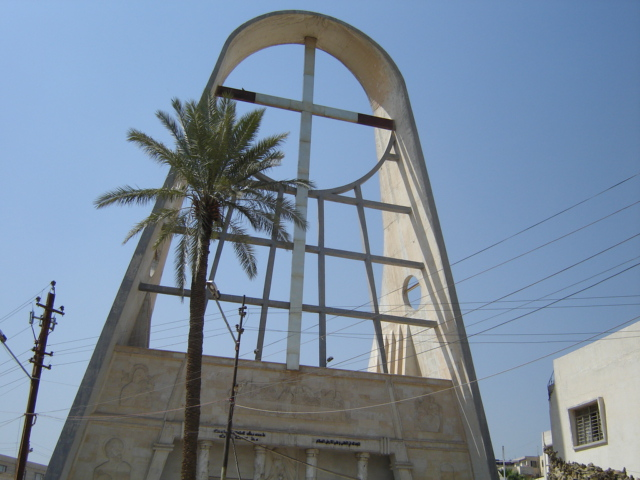
Syrskokatolická katedrála Sayidat al-Nejat v Bagdádu

Katolická církev v Iráku je součástí všeobecné církve na území Iráku, pod vedením papeže a místních biskupů sdružených do Shromáždění katolických biskupů Iráku. Papež je zastupován apoštolským nunciem v Iráku. V Iráku žije asi 590 tisíc pokřtěných katolíků, asi 1,5 % populace. Věřící náleží jak k latinské církvi, tak k různým východním katolickým církvím, z nichž nejvýznamnější místo zaujímá Chaldejská katolická církev. Ve dnech 5. – 8. března 2021 byla křesťanská přítomnost podpořena historickou návštěvou papeže Františka.

## Administrativní členění katolické církve v Iráku

### Římskokatolická církev(římský ritus)
- Arcidiecéze bagdádská

### Chaldejská katolická církev(východosyrský ritus)
- Chaldejská archieparchie Bagdád - metropolitní, vlastní eparchie chaldejského patriarchy babylónského se sufragánními eparchiemi:
  - Chaldejská eparchie Alquoch
  - Chaldejská eparchie Akra
  - Chaldejská eparchie Dohuk
  - Chaldejská eparchie Zakú
- Chaldejská archieparchie Kirkúk - metropolitní bez sufragánních eparchií
- Chaldejská archieparchie Irbíl (Erbíl) - není metropolitní
- Chaldejská archieparchie Basra - není metropolitní
- Chaldejská archieparchie Mosul - není metropolitní, bezprostředně podřízená Svatému Stolci

### Arménská katolická církev(arménský ritus)
- Arménská archieparchie bagdádská

### Syrská katolická církev(západosyrský ritus)
- Syrská archieparchie Mosul
- Syrská archieparchie Bagdád
- Syrská eparchie Adiabene
- Patriarchální exarchát Basry a Zálivu

### Melchitská řeckokatolická církev(byzantský ritus)
- Patriarchální exarchát v Iráku